# شنگ (سرده)
شنگ (نام علمی: Tragopogon) نام یک سرده از تیره کاسنیان است.